# Sharona
Sharona war eine Musikgruppe aus dem Bereich der christlichen Popmusik.

## Bandgeschichte
Die Schwestern Anna-Kristina „Tina“ Pantli und Lisa Kriegeskotte gründeten Sharona zusammen mit ihrer Cousine Sara Lorenz im Frühjahr 1999. Alle drei haben direkte verwandtschaftliche Verbindungen zur Musikerfamilie Rink und sammelten in diesem Zusammenhang bereits im Kinder- und Jugendalter Bühnenerfahrung.
Im Jahr 2000 veröffentlichten sie ihre erste CD So Glad  bei Gerth Medien, die sich über 10.000 Mal verkaufte. Bekannt wurde vor allem der Titel Du allein, der unter anderem Eingang in das Liederbuch Feiert Jesus fand. In diesem Jahr erschien ebenso ihr Sharona Songbook, das 2007 erneut aufgelegt wurde.
2001 erhielten Sharona den Promikon-Award als „Newcomer des Jahres“.
2003 wurde das Nachfolgealbum Open My Eyes beim gleichen Verlag produziert, das ähnlich gute Verkaufszahlen wie die erste CD erreichen konnte. Bei beiden Alben wirkten bekannte Musiker wie die beiden Mitglieder der Söhne Mannheims Florian Sitzmann und Ralf Gustke oder Lothar Kosse mit. Nach Open My Eyes pausierte Sharona vier Jahre, da sich die Bandmitglieder privat und beruflich neu orientierten. Im September 2007 fand eine „Comeback-Tour“ statt. Zuvor hatte Bandmitglied Sara Lorenz im März ihr erstes Soloalbum, Overflowing veröffentlicht (ebenfalls bei Gerth Medien). Im März 2008 erschien das dritte Werk der Band, Hand In Hand, diesmal mit Jana Bernhardsgrütter, ebenfalls Schwester von Tina und Lisa, als viertem Bandmitglied. Darüber hinaus wirkten sie als Interpreten bei verschiedenen Produktionen des Verlages Gerth Medien, auf einigen Rolf-Zuckowski-Platten und vielen Kinderhörspielen mit.
Sharona startete mit ihrer Schweizer Konzert-Tournee im April 2008 eine Tonträger-Geschenkaktion für Frauen in seelischer und wirtschaftlicher Not. Die letzte Tour fand 2009 als Acoustic-Weihnachts-Tour statt, die sie in vier deutsche Städte führte.

## Diskografie
| Jahr | Titel        | Verlag       |
| ---- | ------------ | ------------ |
| 2000 | So Glad      | Gerth Medien |
| 2003 | Open My Eyes | Gerth Medien |
| 2008 | Hand In Hand | Gerth Medien |

Compilations und Sammelausgaben
| Jahr | Titel                  | Verlag       |
| ---- | ---------------------- | ------------ |
| 2007 | So Glad / Open My Eyes | Gerth Medien |